# Informatierecht
Informatierecht is enerzijds een onderdeel van de bestudering en toepassing van het recht, een verzamelnaam voor een aantal rechtsgebieden, respectievelijk onderdelen daarvan, die met informatie van doen hebben. Anderzijds wordt er een recht op informatie mee bedoeld dat bijvoorbeeld in Nederland het parlement heeft met betrekking tot besluitvorming door de regering.
Als rechtsgebied heeft het onder meer betrekking op:
- Grondrechten: de vrijheid om informatie te verspreiden en te ontvangen (in Europa: art. 10 Europees Verdrag voor de Rechten van de Mens). Het grondrecht van het respecteren van de persoonlijke levenssfeer ("privacy") moet hier afzonderlijk genoemd worden. Grondrechten zijn altijd tot op zekere hoogte strijdig met elkaar, zodat een afweging noodzakelijk is, waar op zichzelf ook weer regels voor gelden. Zo kunnen personen die op eigen initiatief veel in de publieke belangstelling staan in mindere mate aanspraak maken op privacy dan gewone burgers ("hoge bomen vangen veel wind"), maar ook hier bestaan grenzen.
- Rechten van intellectuele eigendom, zoals auteursrecht, octrooirecht en merkenrecht. In een democratische rechtsstaat is van belang dat informatie tot op zekere hoogte vrij is, behoudens wettelijke uitzonderingen.
- Recht van een vrije pers: Hoofddoel is het bevorderen van een goed functionerende onafhankelijke pers, omdat die een essentiële functie heeft in een democratische rechtsstaat. Ook hier gaat het om grondrechten, bijvoorbeeld om de vraag hoe ver de vrijheid van meningsuiting reikt zonder dat de privacy van individuele burgers in het geding komt. Onderdeel van het mediarecht is het omroeprecht. Daar doet zich sinds uitvinding van de telegrafie, radio en televisie echter het knelpunt voor van schaarste van "ether"-frequenties, waarvoor regelgeving is gemaakt. Sinds uitvinding van het internet, de uitbouw van verbindingen en het sterk toenemende gebruik van internet, is dit probleem minder nijpend geworden maar daar liggen andere knelpunten.
- Telecommunicatierecht: Hierin gaat het om de regulering van voornamelijk het aanbieden van telecommunicatievoorzieningen, door telefoonmaatschappijen, internet providers en dergelijke.
- Informatie-aspecten van het consumentenrecht, zoals informatieve etikettering van consumentenproducten.